# 卢小亨
卢小亨（1972年月—），汉族，甘肃通渭人。中国共产党党员。中华人民共和国政治人物。

## 生平
生于甘肃省通渭县陇山乡任馬墩村。曾任甘肃省庆阳市市长。现任甘肃省张掖市委书记。